# Liste der Biografien/Chef
Liste der Biografien |
Portal Biografien |
Personensuche
# |
A |
B |
C |
D |
E |
F |
G |
H |
I |
J |
K |
L |
M |
N |
O |
P |
Q |
R |
S |
T |
U |
V |
W |
X |
Y |
Z |
?
 
Ca |
Cb |
Cc |
Ce |
Ch |
Ci |
Cj |
Ck |
Cl |
Cm |
Cn |
Co |
Cr |
Cs |
Ct |
Cu |
Cv |
Cw |
Cy |
Cz
 
Cha |
Chb |
Che |
Chh |
Chi |
Chk |
Chl |
Chm |
Chn |
Cho |
Chr |
Cht |
Chu |
Chv |
Chw |
Chy
 
Chea |
Cheb |
Chec |
Ched |
Chee |
Chef |
Cheg |
Cheh |
Chei |
Chej |
Chek |
Chel |
Chem |
Chen |
Cheo |
Chep |
Cheq |
Cher |
Ches |
Chet |
Cheu |
Chev |
Chew |
Chey |
Chez
Die Liste der Biografien führt alle Personen auf, die in der deutschsprachigen Wikipedia einen Artikel haben. Dieses ist eine Teilliste mit 7 Einträgen von Personen, deren Namen mit den Buchstaben „Chef“ beginnt.

## Chef
- Chef de Loup, Oberhäuptling des Mandan-Stammes
- Chef d’Hôtel, Robert (1922–2019), französischer Mittelstreckenläufer und Sprinter
- Chef, Genia (* 1954), deutsch-russischer Künstler
- Chef, Monika (* 1958), deutsche Politikerin (FDP/DVP), MdL

### Chefa
- Chefalo, Ferdinando (* 1964), italienischer Tänzer, Choreograph und Regisseur

### Cheff
- Cheffers, Carl (* 1960), US-amerikanischer Schiedsrichter im American Football

### Chefk
- Chefket (* 1986), deutscher Rapper und SängerChefket (* 1986)

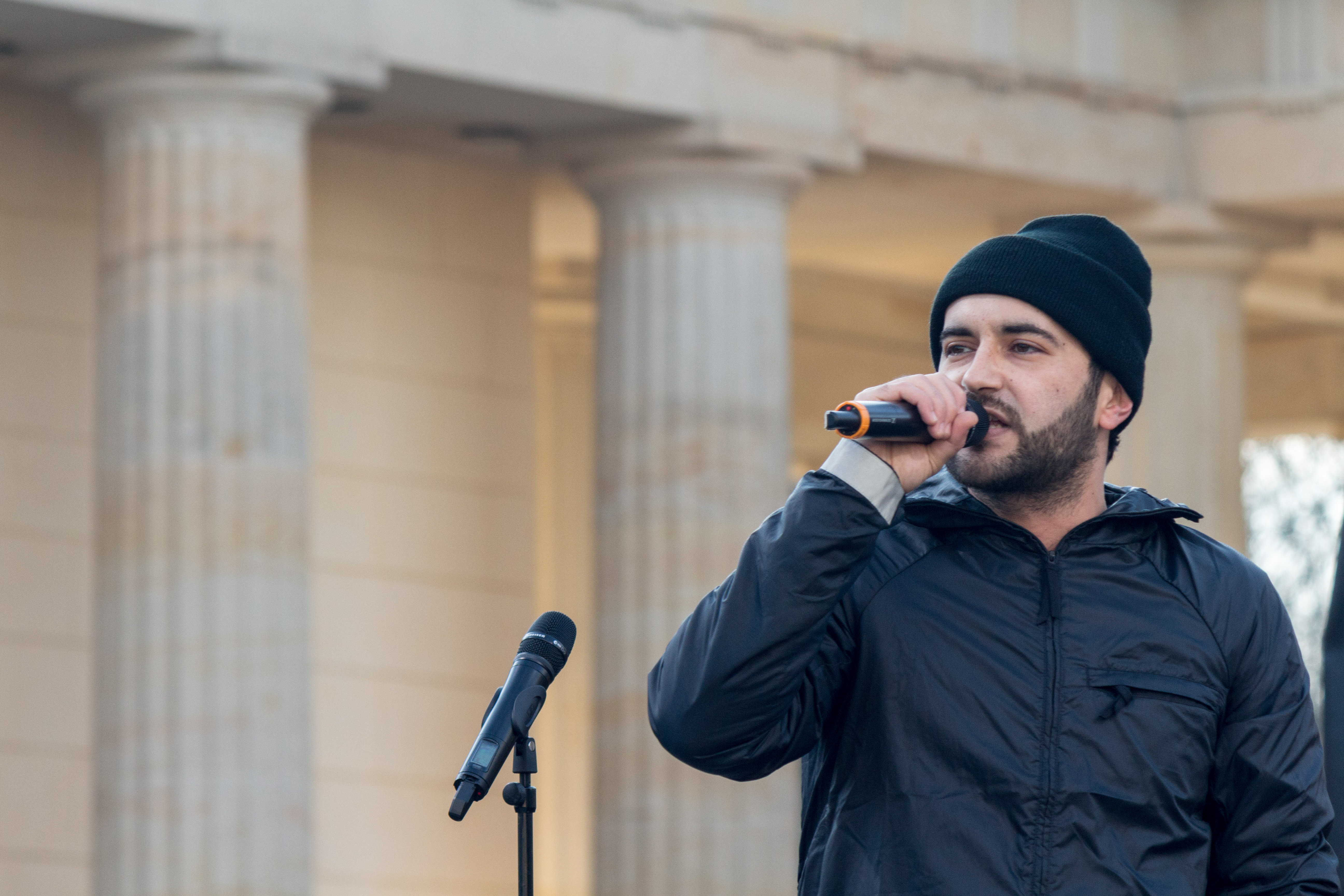
Chefket (* 1986)